# Hřebčinec

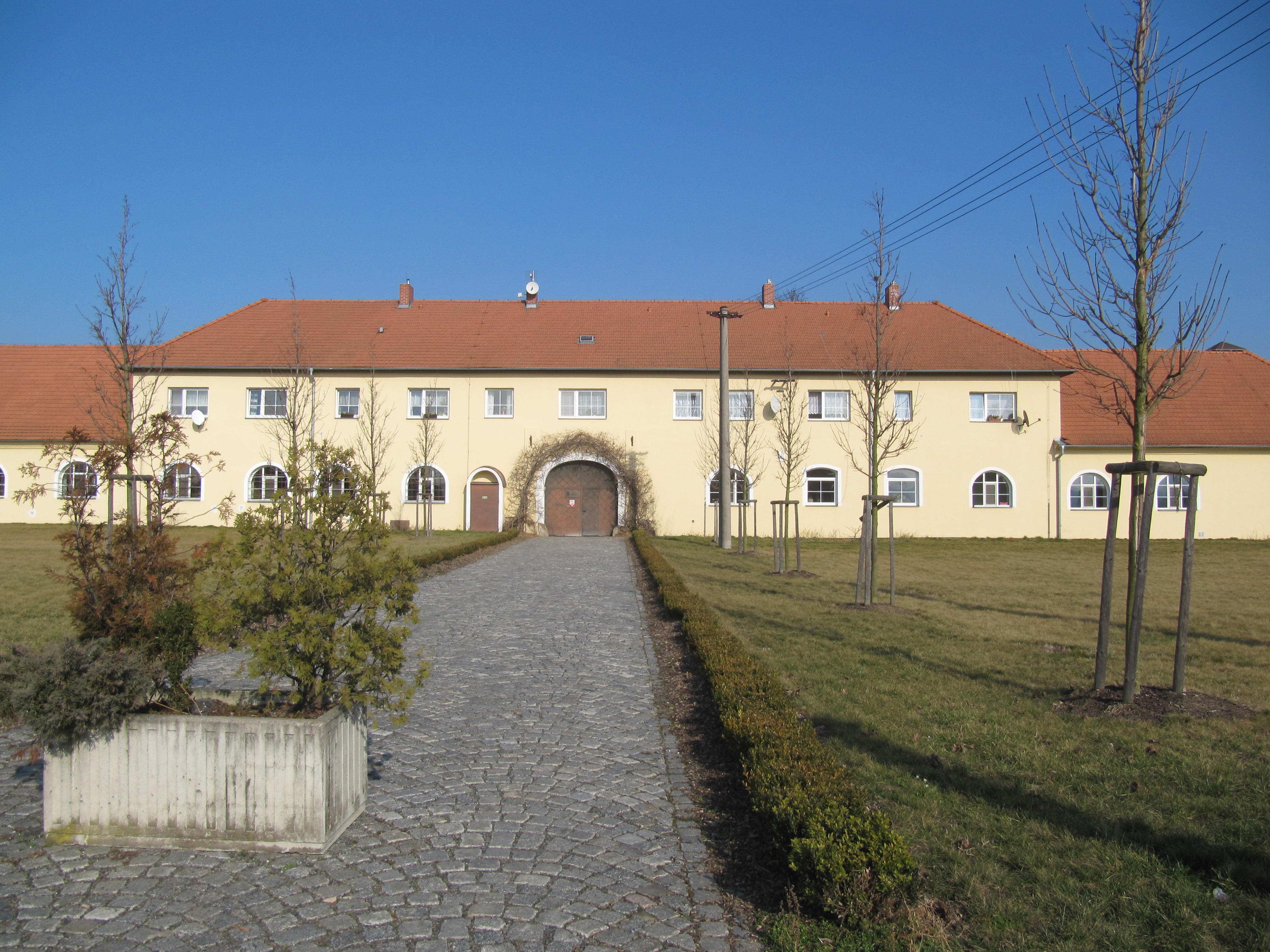
Zemský hřebčinec Tlumačov

Hřebčinec je chovatelské zařízení určené pro chov hřebců za účelem plemenitby. Nejedná se o  hřebčín. Přestože k hřebčinci obvykle patří např. i hříbárna, tak hřebečkové, kteří neprojdou testováním, jsou odprodáváni, a v samotném hřebčinci tak zůstávají pouze nadějní hřebci vhodní pro zařazení do chovu.

## Hřebčince v Česku
Hřebčinců v ČR v současné době není mnoho, neboť se jedná o chovy s vysokým zaměřením.
- Zemský hřebčinec Písek, s. p.
- Zemský hřebčinec Tlumačov, s. p.